# Parafia św. Jana Nepomucena w Pielgrzymce
Parafia pw. Świętego Jana Nepomucena w Pielgrzymce – parafia rzymskokatolicka w dekanacie złotoryjskim w diecezji Legnickiej.  Jej proboszczem jest ks. Franciszek Wróbel. Kościół parafialny mieści się pod numerem 112 w Pielgrzymce.